# Дискография RM
RM (ранее известный как Rap Monster) — южнокорейский рэпер, выпустивший два студийных альбома, два микстейпа и 21 сингл (включая 12 в качестве приглашённого артиста). За свою карьеру он сотрудничал с различными артистами, среди которых Warren G, MFBTY, Primary, Wale, Fall Out Boy, Tiger JK, Honne, Lil Nas X, Юнха, Эрика Баду, Андерсон Пак и Megan Thee Stallion.
Карьера RM началась в 2010 году, когда он подписал контракт с Big Hit Entertainment. В течение трёх лет он проходил обучение в компании, совершенствуя свои навыки как рэпера, музыканта и автора песен. В этот период он стал соавтором песен для групп 2AM и Glam. Он часто делился своими композициями и каверами на SoundCloud через официальный блог лейбла. В июне 2013 года он дебютировал как участник группы BTS под сценическим именем Rap Monster. Его первой сольной композицией в составе группы стало рэп-вступление к их дебютному мини-альбому O!RUL8,2? (2013), которое было выпущено в виде видеоклипа на YouTube в августе того же года. С тех пор он написал и исполнил ещё три сольные песни в репертуаре группы: «Reflection» из Wings (2016), «Trivia: Love» из Love Yourself: Answer (2019) и «Persona» из Map of the Soul: Persona (2019).
Помимо работы, связанной с BTS, рэпер выпустил свой первый микстейп RM в 2015 году под своим тогдашним сценическим именем Rap Monster. На треки «Awakening», «Do You» и «Joke» были сняты три музыкальных клипа соответственно. Микстейп так и не был выпущен коммерчески и не стал доступен на стриминговых платформах. Его второй микстейп, Mono (2018), стал первым полноценнvым проектом, выпущенным под обновлённым сценическим именем RM, которое он официально сменил годом ранее. Дебют Mono на 26-м месте в чарте Billboard 200 сделал его самым высокопоставляемым корейским сольным исполнителем в истории чарта на тот момент, рекорд, который он удерживал до 2020 года, когда его коллега по группе Suga выпустил свой второй микстейп D-2, который дебютировал на 11-м месте.
Четыре года спустя он выпустил свой дебютный сольный альбом Indigo. В проекте приняли участие Badu, Paak, Tablo из Epik High и Youjeen из Cherry Filter, которые исполнили вокал в главном сингле «Wild Flower» и других треках. Альбом занял третье место в чарте Billboard 200 и вновь сделал его самым высокопоставляемым корейским сольным исполнителем в истории чарта Billboard.

## Студийные альбомы
| Название                  | Детали                                                                                                  | Наивысшие позиции в чартах | Наивысшие позиции в чартах | Наивысшие позиции в чартах | Наивысшие позиции в чартах | Наивысшие позиции в чартах | Наивысшие позиции в чартах | Наивысшие позиции в чартах | Наивысшие позиции в чартах | Наивысшие позиции в чартах | Наивысшие позиции в чартах | Продажи                                                    | Сертификация          |
| Название                  | Детали                                                                                                  | KOR                        | AUS                        | CAN                        | JPN Hot                    | NLD                        | NZ                         | SWE                        | UK                         | US                         | US World                   | Продажи                                                    | Сертификация          |
| ------------------------- | --- | -------------------------- | -------------------------- | -------------------------- | -------------------------- | -------------------------- | -------------------------- | -------------------------- | -------------------------- | -------------------------- | -------------------------- | ---------------------------------------------------------- | --------------------- |
| Indigo                    | - Дата выхода: 2 декабря 2022 года - Лейбл: Big Hit Music - Формат: CD, digital download, streaming, LP | 2                          | 26                         | 19                         | 4                          | 67                         | 12                         | 55                         | 45                         | 3                          | 1                          | - Япония: 33,258 - Республика Корея: 879,620 - США: 93,500 | - KMCA: 2× Платиновая |
| Right Place, Wrong Person | - Дата выхода: 24 мая 2024 года - Лейбл: Big Hit Music - Формат: CD, digital download, streaming, LP    | 2                          | 50                         | 56                         | 2                          | 93                         | 20                         | —                          | 37                         | 5                          | —                          | - Республика Корея: 618,168 - Япония: 35,285 - США: 43,000 | - KMCA: 2× Платиновая |

## Микстейпы
| Название                                                                            | Детали                                                                                                 | Наивысшие позиции в чартах | Наивысшие позиции в чартах | Наивысшие позиции в чартах | Наивысшие позиции в чартах | Наивысшие позиции в чартах | Наивысшие позиции в чартах | Наивысшие позиции в чартах | Наивысшие позиции в чартах | Наивысшие позиции в чартах | Наивысшие позиции в чартах | Продажи                              |
| Название                                                                            | Детали                                                                                                 | AUS                        | CAN                        | IRE                        | JPN Hot                    | NLD                        | NOR                        | SWE                        | UK Down.                   | US                         | US World                   | Продажи                              |
| ----------------------------------------------------------------------------------- | --- | -------------------------- | -------------------------- | -------------------------- | -------------------------- | -------------------------- | -------------------------- | -------------------------- | -------------------------- | -------------------------- | -------------------------- | ------------------------------------ |
| RM                                                                                  | - Дата выхода: 20 марта 2015 года - Лейбл: Big Hit Entertainment - Формат: Streaming, digital download | —                          | —                          | —                          | —                          | —                          | —                          | —                          | —                          | —                          | 12                         | н/д                                  |
| Mono                                                                                | - Дата выхода: 23 октября 2018 года - Лейбл: Big Hit - Формат: Streaming, digital download             | 36                         | 22                         | 37                         | 10                         | 29                         | 17                         | 28                         | 2                          | 26                         | 2                          | - Япония: 2,310 (Dig.) - США: 16,000 |
| «—» означает, что запись не попала в чарты или не была выпущена на этой территории. | |                            |                            |                            |                            |                            |                            |                            |                            |                            |                            |                                      |

## Синглы

### Как ведущий артист
| Название                                                                              | Год  | Наивысшие позиции в чартах | Наивысшие позиции в чартах | Наивысшие позиции в чартах | Наивысшие позиции в чартах | Наивысшие позиции в чартах | Наивысшие позиции в чартах | Наивысшие позиции в чартах | Наивысшие позиции в чартах | Наивысшие позиции в чартах | Продажи                    | Альбом                    |
| Название                                                                              | Год  | KOR                        | CAN                        | HUN                        | JPN Dig.                   | NZ Hot                     | UK                         | US                         | US World                   | WW                         | Продажи                    | Альбом                    |
| ------------------------------------------------------------------------------------- | ---- | -------------------------- | -------------------------- | -------------------------- | -------------------------- | -------------------------- | -------------------------- | -------------------------- | -------------------------- | -------------------------- | -------------------------- | ------------------------- |
| «Perfect Christmas» (совместно с Джо Квоном, Им Чонхи, Джу Хи, и Джонгуком)           | 2013 | 45                         | —                          | —                          | —                          | —                          | —                          | —                          | —                          | —                          | - Республика Корея: 64,789 | Неальбомные синглы        |
| «P.D.D» (совместно с Warren G)                                                        | 2015 | 74                         | —                          | —                          | —                          | —                          | —                          | —                          | 9                          | —                          | - Республика Корея: 16,675 | Неальбомные синглы        |
| «Fantastic» (совместно с Мэнди Вентрис)                                               | 2015 | —                          | —                          | —                          | —                          | —                          | —                          | —                          | —                          | —                          | - Республика Корея: 17,345 | Неальбомные синглы        |
| «Change» (совместно с Wale)                                                           | 2017 | —                          | —                          | —                          | —                          | —                          | —                          | —                          | —                          | —                          |                            | Неальбомные синглы        |
| «Forever Rain»                                                                        | 2018 | —                          | —                          | —                          | —                          | —                          | —                          | —                          | 6                          | —                          |                            | Mono                      |
| «Bicycle»                                                                             | 2021 | —                          | —                          | 36                         | —                          | —                          | —                          | —                          | 3                          | —                          |                            | Неальбомный сингл         |
| «Wild Flower» (совместно с Юджин)                                                     | 2022 | 49                         | 93                         | 6                          | —                          | 9                          | —                          | 83                         | 1                          | 35                         | - США: 29,000              | Indigo                    |
| «Come Back to Me»                                                                     | 2024 | 81                         | —                          | —                          | 16                         | 11                         | 80                         | —                          | —                          | 24                         | - Япония: 2,707            | Right Place, Wrong Person |
| «Lost!»                                                                               | 2024 | 127                        | —                          | —                          | 33                         | 25                         | 93                         | —                          | —                          | 68                         | - Япония: 1,715            | Right Place, Wrong Person |
| «Stop the Rain» (совместно с Tablo)                                                   | 2025 | —                          | —                          | —                          | —                          | —                          | —                          | —                          | —                          | 178                        |                            | Неальбомный сингл         |
| «—» обозначает релизы, которые не попали в чарты или не были выпущены в этом регионе. |      |                            |                            |                            |                            |                            |                            |                            |                            |                            |                            |                           |

### Как приглашённый артист
| Название                                                                              | Год  | Наивысшие позиции в чартах | Наивысшие позиции в чартах | Наивысшие позиции в чартах | Наивысшие позиции в чартах | Наивысшие позиции в чартах | Наивысшие позиции в чартах | Наивысшие позиции в чартах | Наивысшие позиции в чартах | Наивысшие позиции в чартах | Наивысшие позиции в чартах | Продажи                                 | Альбом                               |
| Название                                                                              | Год  | KOR Circle                 | KOR Billb.                 | HUN                        | JPN Dig.                   | NZ Hot                     | UK Down.                   | US                         | US Dig.                    | US World                   | WW                         | Продажи                                 | Альбом                               |
| ------------------------------------------------------------------------------------- | ---- | -------------------------- | -------------------------- | -------------------------- | -------------------------- | -------------------------- | -------------------------- | -------------------------- | -------------------------- | -------------------------- | -------------------------- | --------------------------------------- | ------------------------------------ |
| «BuckuBucku» (кор. 부끄부끄) MFBTY совместно с EE, Rap Monster & Dino-J               | 2015 | —                          | —                          | —                          | —                          | —                          | —                          | —                          | —                          | —                          | —                          | - Республика Корея: 14,686              | WondaLand                            |
| «U» (Primary совместно с Квон Чина и Rap Monster)                                     | 2015 | 22                         | —                          | —                          | —                          | —                          | —                          | —                          | —                          | —                          | —                          | - Республика Корея: 158,700             | 2                                    |
| «Gajah» (кор. 코끼리) Gaeko совместно с Rap Monster                                   | 2017 | 17                         | —                          | —                          | —                          | —                          | —                          | —                          | —                          | —                          | —                          | - Республика Корея: 120,282             | Неальбомный сингл                    |
| «Champion (Remix)» (Fall Out Boy совместно с RM)                                      | 2017 | —                          | —                          | —                          | —                          | —                          | —                          | —                          | 23                         | —                          | —                          | - США: 18,000 - Республика Корея: 5,903 | Mania                                |
| «Timeless» (Tiger JK совместно с RM)                                                  | 2018 | —                          | —                          | —                          | —                          | —                          | —                          | —                          | —                          | 4                          | —                          |                                         | Drunken Tiger X: Rebirth of Tiger JK |
| «Crying Over You» (Honne совместно с RM и BEKA)                                       | 2019 | —                          | —                          | —                          | —                          | —                          | —                          | —                          | —                          | —                          | —                          |                                         | Неальбомные синглы                   |
| «Seoul Town Road» (Old Town Road Remix) Lil Nas X совместно с RM                      | 2019 | —                          | —                          | —                          | —                          | —                          | —                          | —                          | —                          | —                          | —                          |                                         | Неальбомные синглы                   |
| «Winter Flower» (Юнха совместно с RM)                                                 | 2020 | 48                         | 33                         | 31                         | —                          | —                          | —                          | —                          | 30                         | 1                          | —                          | - США: 5,000                            | Unstable Mindset                     |
| «Don't» (eAeon совместно с RM)                                                        | 2021 | —                          | —                          | 5                          | —                          | —                          | —                          | —                          | 34                         | 1                          | —                          | - США: 2,900                            | Fragile                              |
| «Sexy Nukim» (Balming Tiger совместно с RM)                                           | 2022 | —                          | —                          | —                          | —                          | 33                         | 60                         | —                          | 30                         | 1                          | —                          |                                         | Неальбомный сингл                    |
| «Smoke Sprite» (Союн совместно с RM)                                                  | 2023 | —                          | —                          | 39                         | 36                         | —                          | 15                         | —                          | 9                          | —                          | —                          | - Япония: 1,203 (Dig.)                  | Episode 1: Love                      |
| «Don't Ever Say Love Me» (다시는 사랑한다 말하지 마) (Colde совместно с RM)           | 2023 | —                          | —                          | 29                         | 33                         | —                          | —                          | —                          | 43                         | 4                          | —                          | - Япония: 1,837 (Dig.) - США: 2,000     | Love Part 2                          |
| «Neva Play» (Megan Thee Stallion совместно с RM)                                      | 2024 | —                          | —                          | —                          | 27                         | 2                          | —                          | 36                         | —                          | —                          | 17                         | - Япония: 1,385 (Dig.)                  | Megan: Act II                        |
| «—» обозначает релизы, которые не попали в чарты или не были выпущены в этом регионе. |      |                            |                            |                            |                            |                            |                            |                            |                            |                            |                            |                                         |                                      |

## Другие песни, вошедшие в чарты
| Название                                                                             | Год  | Наивысшие позиции в чартах | Наивысшие позиции в чартах | Наивысшие позиции в чартах | Наивысшие позиции в чартах | Наивысшие позиции в чартах | Наивысшие позиции в чартах | Наивысшие позиции в чартах | Наивысшие позиции в чартах | Продажи                    | Альбом                    |
| Название                                                                             | Год  | KOR Circle                 | KOR Billb.                 | HUN                        | NZ Hot                     | UK Down.                   | US Dig.                    | US World                   | WW                         | Продажи                    | Альбом                    |
| ------------------------------------------------------------------------------------ | ---- | -------------------------- | -------------------------- | -------------------------- | -------------------------- | -------------------------- | -------------------------- | -------------------------- | -------------------------- | -------------------------- | ------------------------- |
| «Reflection»                                                                         | 2016 | 38                         | —                          | —                          | —                          | —                          | —                          | —                          | —                          | - Республика Корея: 82,068 | Wings                     |
| «Trivia 承: Love»                                                                    | 2018 | 56                         | 8                          | 20                         | —                          | 66                         | 31                         | 9                          | —                          | - США: 10,000              | Love Yourself: Answer     |
| «Seoul»                                                                              | 2018 | —                          | —                          | —                          | —                          | —                          | —                          | 5                          | —                          |                            | Mono                      |
| «Moonchild»                                                                          | 2018 | —                          | —                          | —                          | —                          | —                          | —                          | 8                          | —                          |                            | Mono                      |
| «Badbye» (featuring eAeon)                                                           | 2018 | —                          | —                          | —                          | —                          | —                          | —                          | 14                         | —                          |                            | Mono                      |
| «Uhgood»                                                                             | 2018 | —                          | —                          | —                          | —                          | —                          | —                          | 13                         | —                          |                            | Mono                      |
| «Everythingoes» (при участии Nell)                                                   | 2018 | —                          | —                          | —                          | —                          | —                          | —                          | 12                         | —                          |                            | Mono                      |
| «Persona»                                                                            | 2019 | 34                         | 7                          | 22                         | —                          | —                          | —                          | 7                          | —                          | - США: 6,800               | Map of the Soul: Persona  |
| «Strange» (Agust D совместно с RM)                                                   | 2020 | —                          | —                          | 26                         | —                          | —                          | 10                         | 2                          | —                          |                            | D-2                       |
| «Yun» (с Эрикой Баду)                                                                | 2022 | 173                        | —                          | —                          | 33                         | —                          | 14                         | 3                          | —                          |                            | Indigo                    |
| «Still Life» (с Андерсоном Паком)                                                    | 2022 | 157                        | —                          | —                          | 29                         | —                          | 10                         | 2                          | 187                        |                            | Indigo                    |
| «All Day» (с Tablo)                                                                  | 2022 | 159                        | —                          | —                          | —                          | —                          | 18                         | 5                          | —                          |                            | Indigo                    |
| «Forg_tful» (с Ким Саволь)                                                           | 2022 | 191                        | —                          | —                          | —                          | —                          | 22                         | 8                          | —                          |                            | Indigo                    |
| «Closer» (с Полом Бланко и Махалией)                                                 | 2022 | 195                        | —                          | —                          | 34                         | —                          | 15                         | —                          | —                          |                            | Indigo                    |
| «Lonely»                                                                             | 2022 | —                          | —                          | —                          | —                          | —                          | 16                         | 4                          | —                          |                            | Indigo                    |
| «Hectic» (c Colde)                                                                   | 2022 | —                          | —                          | —                          | —                          | —                          | 19                         | 6                          | —                          |                            | Indigo                    |
| «No.2» (c Пак Чиюн)                                                                  | 2022 | 181                        | —                          | —                          | —                          | —                          | 20                         | 7                          | —                          |                            | Indigo                    |
| «Right People, Wrong Place»                                                          | 2024 | —                          | —                          | —                          | —                          | —                          | 15                         | —                          | —                          |                            | Right Place, Wrong Person |
| «Nuts»                                                                               | 2024 | —                          | —                          | —                          | —                          | —                          | 14                         | 1                          | —                          |                            | Right Place, Wrong Person |
| «Out of Love»                                                                        | 2024 | —                          | —                          | —                          | —                          | —                          | 22                         | —                          | —                          |                            | Right Place, Wrong Person |
| «Domodachi» (при участии Little Simz)                                                | 2024 | —                          | —                          | —                          | —                          | —                          | 19                         | 3                          | —                          |                            | Right Place, Wrong Person |
| «? (Interlude)» (с Domi & JD Beck)                                                   | 2024 | —                          | —                          | —                          | —                          | —                          | 24                         | —                          | —                          |                            | Right Place, Wrong Person |
| «Groin»                                                                              | 2024 | —                          | —                          | —                          | —                          | —                          | 18                         | 2                          | —                          |                            | Right Place, Wrong Person |
| «Heaven»                                                                             | 2024 | —                          | —                          | —                          | —                          | —                          | 20                         | —                          | —                          |                            | Right Place, Wrong Person |
| «Around the World in a Day» (при участии Мозес Самни)                                | 2024 | —                          | —                          | —                          | —                          | —                          | 21                         | —                          | —                          |                            | Right Place, Wrong Person |
| «ㅠㅠ (Credit Roll)»                                                                 | 2024 | —                          | —                          | —                          | —                          | —                          | 25                         | —                          | —                          |                            | Right Place, Wrong Person |
| «—» обозначает релизы, которые не попали в чарты или не были выпущены в этом регионе |      |                            |                            |                            |                            |                            |                            |                            |                            |                            |                           |

## Другие песни
| Название           | Год  | Артист(ы)    | Альбом            | Ист.   |
| ------------------ | ---- | ------------ | ----------------- | ------ |
| «Rap Monster»      | 2012 | None         | Non-album release | [ 83 ] |
| «Where U At»       | 2013 | None         | Non-album release | [ 84 ] |
| «Favorite Girl»    | 2013 | None         | Non-album release | [ 85 ] |
| «Like a Star»      | 2013 | Jungkook     | Non-album release | [ 86 ] |
| «Adult Child»      | 2013 | Suga, Чин    | Non-album release | [ 87 ] |
| «Something»        | 2013 | None         | Non-album release | [ 88 ] |
| «Too Much»         | 2014 | None         | Non-album release | [ 89 ] |
| «Monterlude»       | 2014 | None         | Non-album release | [ 90 ] |
| «RM Cyper Ruff»    | 2014 | None         | Non-album release | [ 91 ] |
| «Unpack Your Bags» | 2015 | DJ Soulscape | Non-album release | [ 92 ] |
| «I Know»           | 2016 | Чон Джонгук  | Non-album release | [ 93 ] |
| «Always»           | 2017 | None         | Non-album release | [ 94 ] |
| «4 O'clock»        | 2017 | V            | Non-album release | [ 95 ] |
| «кор. 땡 (Ddaeng)» | 2018 | Suga, J-Hope | Non-album release | [ 96 ] |

## Другие появления
| Название                 | Год  | Другой(-ие) артист(ы)                                             | Альбом            | Ист.   |
| ------------------------ | ---- | ----------------------------------------------------------------- | ----------------- | ------ |
| «ProMeTheUs» (кор. 튀겨) | 2015 | Yankie (featuring Dok2, Juvie Train, Double K, Topbob, Don Mills) | Andre             | [ 97 ] |
| «Crying Over You»        | 2019 | Honne (featuring Bibi Zhou)                                       | Неальбомный сингл | [ 98 ] |

Notes
- RM исполнил бэк-вокал для сингла «Hope» южнокорейского певца и автора песен Джона Ына, вышедшего в 2020 году[99].

## Музыкальные видео
| Название                 | Год  | Другие артисты                                          | Режиссёр(ы)                       | Описание | Ист.           |
| ------------------------ | ---- | ------------------------------------------------------- | --------------------------------- | --- | -------------- |
| «Intro: O!RUL8,2»        | 2013 | None                                                    | Неизвестно                        | Анимационное |                |
| «Perfect Christmas»      | 2013 | Jungkook, Jo Kwon, Lim Jeong-hee, and Joo Hee (8eight)  | Неизвестно                        | |                |
| «What Am I to You»       | 2014 | None                                                    | Неизвестно                        | Трейлер к возвращению BTS с первым студийным альбомом Dark & Wild (2014). RM не появляется в видео, но его можно услышать в аудиозаписи. | [ 100 ]        |
| «P.D.D»                  | 2015 | Warren G                                                | Неизвестно                        | |                |
| «Awakening»              | 2015 | None                                                    | Неизвестно                        | | [ 101 ]        |
| «BuckuBucku»             | 2015 | MFBTY, EE, Dino J                                       | Ёнсок Чхве (Lumpens)              | | [ 102 ]        |
| «Do You»                 | 2015 | None                                                    | Woogie Kim (GDW)                  | | [ 101 ]        |
| «Joke»                   | 2015 | None                                                    | Неизвестно                        | | [ 101 ]        |
| «ProMeTheUs (튀겨)»      | 2015 | Yankie, Dok2, Juvie Train, Double K, Top Bob, Don Mills | Неизвестно                        | | [ 103 ]        |
| «Fantastic»              | 2015 | Mandy Ventrice                                          | Неизвестно                        | RM исполняет песню, перемежая её отрывками из фильма «Фантастическая четвёрка». Вентрис не появляется в видео, но его голос можно услышать в аудиозаписи. |                |
| «Change»                 | 2017 | Wale                                                    | Бомджин (VM Project Architecture) | | [ 38 ]         |
| «Gajah (코끼리)»         | 2017 | Gaeko                                                   | Неизвнстно                        | 3D анимированное видео | [ 104 ]        |
| «Forever Rain»           | 2018 | None                                                    | Чхве Джехун                       | Черно-белое анимационное видео | [ 105 ]        |
| «Seoul»                  | 2018 | None                                                    | Ёнсок Чхве (Lumpens)              | Лирическое видео | [ 106 ]        |
| «Moonchild»              | 2018 | None                                                    | Ёнсок Чхве (Lumpens)              | Лирическое видео | [ 107 ]        |
| «Timeless»               | 2018 | Drunken Tiger                                           | Неизвестно                        | Лирическое видео. Ни один из исполнителей не появляется в кадре, но их голоса слышны в аудиозаписи. | [ 59 ]         |
| «Persona»                | 2019 | None                                                    | Ёнсок Чхве (Lumpens)              | Трейлер к возвращению BTS с шестым мини-альбомом Map of the Soul: Persona (2019) | [ 108 ]        |
| «Sexy Nukim»             | 2022 | Balming Tiger                                           | Pennacky                          | | [ 109 ]        |
| «Wild Flower»            | 2022 | Youjeen                                                 | Вуги Ким                          | | [ 110 ]        |
| «Still Life»             | 2022 | Anderson .Paak                                          | Джэёб Бан (BangJaeyeonFilm)       | | [ 111 ]        |
| «Closer»                 | 2023 | Mahalia and Paul Blanco                                 | н/д                               | Включает в себя различные сцены из фильма «Решение уйти» (2022) с участием Тан Вэя и Пак Хэ Иля. Ни один из артистов не появляется в видео, но их можно услышать в аудиозаписи, которая отличается новой лоу-фай аранжировкой. | [ 112 ]        |
| «Smoke Sprite»           | 2023 | Союн                                                    | Ли Сухо                           | RM появляется во второй половине видео, одетый во всё чёрное. Он читает рэп, стоя на земле рядом с перевёрнутой машиной на свалке, а затем исполняет песню вместе с Со Юном. | [ 66 ] [ 113 ] |
| «Don't Ever Say Love Me» | 2023 | Colde                                                   | Неизвестно                        | В клипе Colde и RM вместе исполняют песню в большой пустой белой комнате с бурлящим бассейном в центре. По мере исполнения песни комната то погружается во тьму, то озаряется светом, а в воздухе вокруг них и над ними начинают кружиться белые листы бумаги. | [ 72 ]         |
| «Come Back to Me»        | 2024 | None                                                    | Ли Сон Джин                       | Снято в Паджу. В главных ролях: Ким Мин Ха, Джозеф Ли и Кан Гиль У. Музыкальное видео, напоминающее короткометражный фильм, рассказывает «странную историю» о мужчине (RM), «застрявшем в прошлом, настоящем и будущем», который, кажется, «[не]способен покинуть свой дом». | [ 114 ]        |
| «Lost!»                  | 2024 | None                                                    | Об Перри                          | RM оказывается в ловушке в похожем на лабиринт здании с множеством этажей, коридоров и комнат. Он застревает в лифте и в офисе вместе с другими сотрудниками. С их помощью он пытается найти выход. Они находят воздуховод, который ведёт его на съёмочную площадку «Потерянных»! Шоу — странного вымышленного ток-шоу, где ведущие объявляют его музыкальным гостем. | [ 115 ]        |
| «Groin»                  | 2024 | None                                                    | Pennacky                          | Съёмки проходили в Лондоне. В пасмурный день RM в тёмно-синем спортивном костюме прогуливается по улицам города и читает рэп. | [ 116 ]        |
| «Nuts»                   | 2024 | None                                                    | Pennacky                          | Видео в прямом эфире, на котором RM исполняет песню в музыкальной студии в Лондоне, где сводился его второй студийный альбом Right Place, Wrong Person (2024). В клипе чередуются фотографии, сделанные во время записи альбома. | [ 117 ]        |
| «Domodachi»              | 2024 | Little Simz                                             | Pennacky                          | Ни один из артистов не появляется в видео, в котором рассказывается о подростке, который однажды вечером катается на велосипеде со своим другом. Он «отправляется в лихорадочное путешествие по подземным туннелям в тёмном городе», сталкивается с жестокими беспорядками и видит метро, «полное подавленных пассажиров». С помощью другого друга он в конце концов сбегает, перебравшись через забор, и возвращается к своему первому другу. На рассвете они вместе идут домой. | [ 118 ]        |
| «ㅠㅠ (Credit Roll)»     | 2024 | None                                                    | Pennacky                          | RM исполняет песню, а одинокая камера снимает его, пока вокруг него суетятся сотрудники. В другом конце зала за столом сидит группа людей, которые едят и увлечённо беседуют. Они почти не замечают RM и не обращают внимания на его выступление, которое показывают по телевизору рядом с их столом. | [ 119 ]        |

### Комментарии
1. ↑  "Come Back to Me" не вошла в "Billboard" Hot 100, но достигла третьего места в Bubbling Under Hot 100.[41]
2. ↑  Песня «Stop the Rain» не попала в UK Singles Chart, но заняла 9-е место в UK Official Download Chart.[44]
3. ↑  включает в себя ныне не существующий чарт K-pop Hot 100 и последующий чарт South Korea Songs[46]
4. ↑  «Champion (Remix)» не вошёл в Gaon Digital Chart, но занял 57 местно на международном Download Chart.[57]
5. ↑  "Champion (Remix)" не попал в "Billboard" Hot 100, но достиг 18-го места в чарте Bubbling Under Hot 100.[41]
6. ↑  «Sexy Nukim» не попала в цифровой чарт Circle, но заняла 23-е место в чарте скачиваний.[65]
7. ↑  «Smoke Sprite» не попал в цифровой чарт Circle, но занял 22-е место в чарте скачиваний.[67]
8. ↑  Песня «Don't Ever Say Love Me» не попала в цифровой чарт Circle, но заняла 31-е место в чарте скачиваний.[70]
9. ↑  «Neva Play» не попала в цифровой чарт Circle, но заняла 19-е место в чарте скачиваний.[73]
10. ↑  Приписывается BTS, но на самом деле это сольный трек RM
11. ↑  Соло BTS
12. ↑  Соло BTS
13. ↑  Эксклюзивный цифровой сингл из Китая[98]
14. ↑  под редакцией Ли Чанхуна